# Thomas Heath Haviland
Thomas Heath Haviland (ur. 13 listopada 1822 w Charlottetown, zm. 11 września 1895 tamże) – kanadyjski polityk II poł. XIX w. związany z prowincją Wyspa Księcia Edwarda. Był uczestnikiem konferencji w Quebecu. Zaliczany jest do grona Ojców Konfederacji, której był zwolennikiem.
Skończył szkołę średnią, po czym na wyższe studia prawnicze wybrał się do Brukseli. W 1846 otworzył praktykę adwokacką w rodzinnym mieście. Wkrótce po tym zaangażował się w politykę wraz z wyborem do wyspiarskiej rady legislacyjnej. Spełniał kolejno funkcje sekretarza rady, jej marszałka i prokuratora generalnego. Haviland nie był obecny na konferencji w Charlottetown, choć odbyła się w jego rodzinnym mieście, lecz został włączony do pięcioosobowej delegacji Wyspy na konferencji w Quebecu. Powrócił z niej jako zdecydowany zwolennik przystąpienia do konfederacji. Wraz z Grayem, Popem i Whelanem utworzyli frakcję prokonfederacyjną, podczas gdy piąty delegat Edward Palmer stanął na stanowisku antykonfederacyjnym. Wśród wyborców zwyciężyły jednak sentymenty antykonfederacyjne. Poparcie opinii publicznej było po stronie Palmera i Wyspa Księcia Edwarda nie dołączyła do tworzącego się państwa kanadyjskiego. W kilka lat później rząd wyspiarski, zmuszony okolicznościami gospodarczymi, podjął negocjacje z rządem Kanady, na temat przystąpienia do konfederacji. Haviland był jednym z negocjatorów umowy stowarzyszeniowej. Po przystąpieniu wyspy do konfederacji w 1873 otrzymał miejsce w Senacie Parlamentu Kanady. Po sześciu latach zrezygnował z mandatu i został mianowany gubernatorem porucznikiem w rodzinnej prowincji. Zmarł w rodzinnym mieście w 1895 r.